# Manchesta
Manchesta es una banda musical argentina que fusiona ska, reggae, rocksteady con jazz.

## Estilo
El estilo, conocido como ska jazz, skazz y hermano del ska jamaiquino, tiene como mayores exponentes a nivel mundial a The Skatalites, precursores y maestros del ska jamaiquino, género que se basa en el desarrollo de una melodía propia o un estándar como pretexto para que los músicos desempeñen improvisaciones.
En definitiva es jazz, en ritmo ska o reggae, música mayormente instrumental pero con un swing insuperable y netamente bailable.

## Historia
Volviendo a Manchesta, sus integrantes vienen tocando este género desde mediados de los años 80 en distintas bandas del underground porteño: Chelsea, Skabusimbel, Dos Mundos, Kabuto y Los Inocentes entre otras. En esa época estos músicos escuchaban desde Skatalites y bandas Two Tone como The Specials, The Selecter, English Beat, Madness y genios del reggae como Linton Kwesi Johnson y demás está decir Bob Marley, Toots and The Maytals, Dennis Brown y todo lo que llegaba a sus manos.
De esta manera, mientras tomaban clases de sus respectivos instrumentos en los ensayos se tocaban temas de estos referentes jamaiquinos.

## Discografía
En 2002 se graba "Just in dub" su primer EP que incluye tres covers. Sus integrantes fundadores son Antonio Tony Iribarne en batería, Pablo Paul Ocampo en guitarras y bajo, Federico Fusari en teclados y Fernando Bona Carlini en saxos.
Luego de esta primera grabación empiezan a tocar en vivo y se incorpora Nico Schesi en bajo, quien más tarde es reemplazado por Roman Tardella, actual bajista de la banda. En 2003 se graban varios temas que quedan plasmados en su segunda producción "I know a place", con invitados como Juan Velazques de Los Intocables, banda pionera del two tone argentino.
En 2005 se incorpora Vitto Raffo en guitarra rítmica, guitarrista que había tocado en Skabú Simbel y en T.H.C., combo de reggae reconocido en los 90s, también se incorpora Betares en percusión, músico de extracción latina.
En 2005 se graba Un Idioma, disco que pasea a la banda por estándares de reggae, ska, jazz, bossa y tango.
En el año 2007 Betares deja Manchesta y es reemplazado por Elian Gallese, además se edita oficialmente Intensified, disco que resume su carrera y coloca a la banda en un puesto más que merecido, dentro de las mejores bandas de ska de Argentina.